# Marathon van Londen 2005

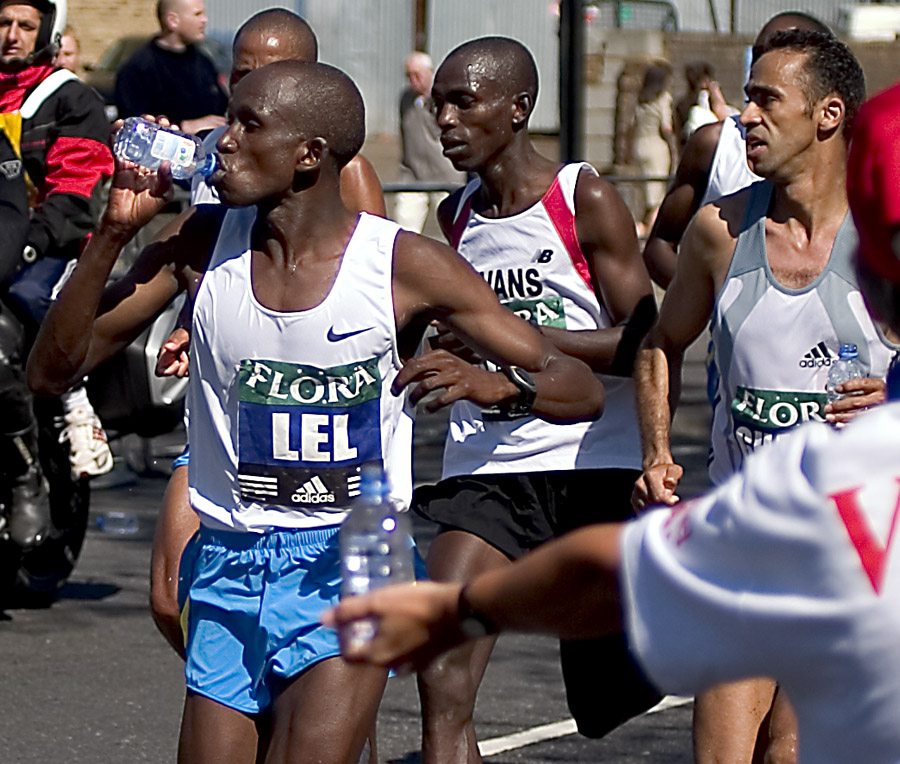
De winnaar Martin Lel drink uit zijn fles en wordt gevolgd door de Keniaan Evans Rutto

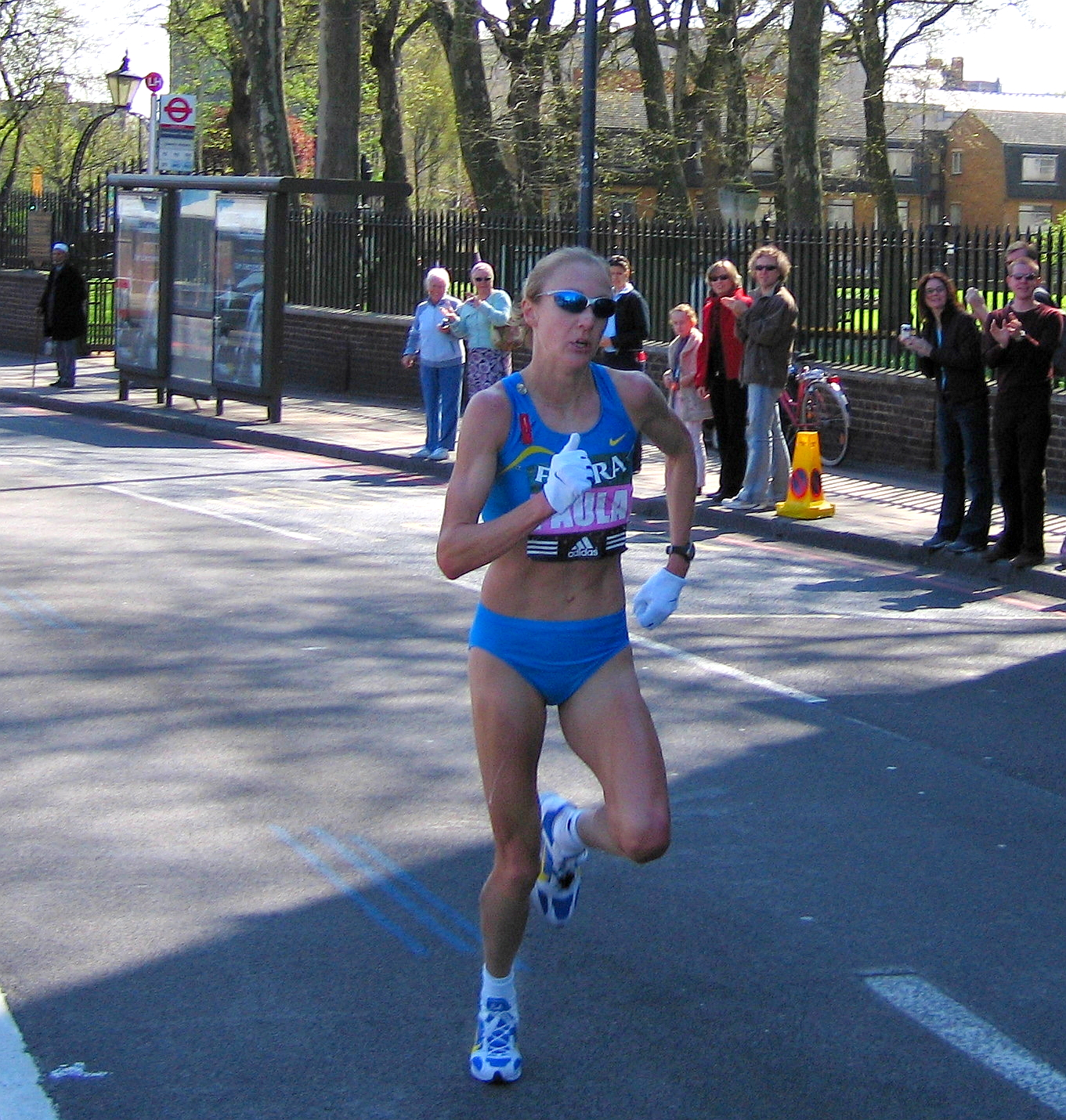
Paula Radcliffe onderweg tijdens de marathon

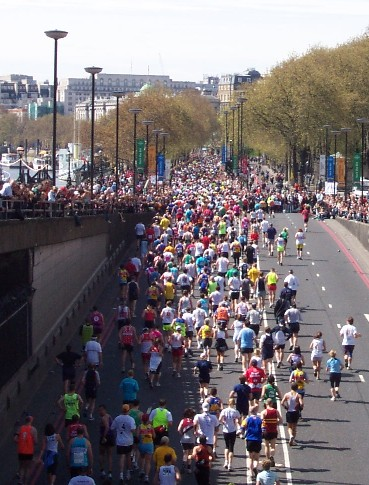
Lopers tijdens de Londen Marathon 2005

De Marathon van Londen 2005 werd gelopen op zondag 17 april 2005. Het was de 25e editie van deze marathon. De Keniaan Martin Lel kwam als eerste over de streep in 2:07.26. De Engelse Paula Radcliffe won bij de vrouwen in 2:17.42.

## Uitslagen

### Mannen
| rang   | naam                  | land | tijd    |
| ------ | --------------------- | ---- | ------- |
| Goud   | Martin Lel            | KEN  | 2:07.26 |
| Zilver | Jaouad Gharib         | MAR  | 2:07.49 |
| Brons  | Hendrick Ramaala      | RSA  | 2:08.32 |
| 4      | Abdelkader El Mouaziz | MAR  | 2:09.03 |
| 5      | Stefano Baldini       | ITA  | 2:09.25 |
| 6      | Jon Brown             | GBR  | 2:09.31 |
| 7      | Toshinari Suwa        | JPN  | 2:10.23 |
| 8      | Paul Tergat           | KEN  | 2:11.36 |
| 9      | Sammy Korir           | KEN  | 2:12.36 |
| 10     | Evans Rutto           | KEN  | 2:12.49 |
| 11     | Frederick Cherono     | KEN  | 2:13.58 |
| 12     | Antoni Peña           | ESP  | 2:14.31 |
| 13     | Huw Lobb              | GBR  | 2:14.33 |
| 14     | Kassa Tadesse         | ETH  | 2:15.09 |
| 15     | Daniel Njenga         | KEN  | 2:15.25 |
| 16     | Matt Smith            | GBR  | 2:16.13 |
| 17     | Luke Kibet            | KEN  | 2:16.40 |
| 18     | Scott Winton          | NZL  | 2:17.01 |
| 19     | Michael Green         | GBR  | 2:18.31 |
| 20     | Dave Norman           | GBR  | 2:18.34 |
| 21     | Henrik Sandstad       | NOR  | 2:18.36 |

### Vrouwen
| rang   | naam              | land | tijd    |
| ------ | ----------------- | ---- | ------- |
| Goud   | Paula Radcliffe   | GBR  | 2:17.42 |
| Zilver | Constantina Diţă  | ROU  | 2:22.50 |
| Brons  | Susan Chepkemei   | KEN  | 2:24.00 |
| 4      | Margaret Okayo    | KEN  | 2:25.22 |
| 5      | Ljoedmila Petrova | RUS  | 2:26.29 |
| 6      | Benita Johnson    | AUS  | 2:26.32 |
| 7      | Joyce Chepchumba  | KEN  | 2:27.01 |
| 8      | Sonia O'Sullivan  | IRL  | 2:29.01 |
| 9      | Mulu Seboka       | ETH  | 2:30.54 |
| 10     | Mara Yamauchi     | GBR  | 2:31.52 |
| 11     | Tegla Loroupe     | KEN  | 2:34.42 |
| 12     | Hayley Haining    | GBR  | 2:35.23 |
| 13     | Debbie Mason      | GBR  | 2:36.59 |
| 14     | Liz Yelling       | GBR  | 2:37.42 |
| 15     | Susan Partridge   | GBR  | 2:37.50 |
| 16     | Lucy Hassell      | GBR  | 2:39.20 |
| 17     | Amy Stiles        | GBR  | 2:39.37 |
| 18     | Sue Harrison      | GBR  | 2:39.54 |
| 19     | Sharon Morris     | GBR  | 2:40.18 |
| 20     | Jenny Clague      | GBR  | 2:41.21 |

1981 ·
1982 ·
1983 ·
1984 ·
1985 ·
1986 ·
1987 ·
1988 ·
1989 ·
1990 ·
1991 ·
1992 ·
1993 ·
1994 ·
1995 ·
1996 ·
1997 ·
1998 ·
1999 ·
2000 ·
2001 ·
2002 ·
2003 ·
2004 ·
2005 ·
2006 ·
2007 ·
2008 ·
2009 ·
2010 ·
2011 ·
2012 ·
2013 ·
2014 ·
2015 ·
2016 ·
2017